# 8083 Маеда
8083 Маеда (8083 Mayeda) — астероїд головного поясу, відкритий 1 листопада 1988 року.
Тіссеранів параметр щодо Юпітера — 3,271.
Названо на честь Маеда (яп. まえだ(前田) маеда)